# Adler 2,5 Liter
Adler 2,5 Liter var en bakhjulsdriven bilmodell från Adler. Tack vare en strömlinjeformad kaross kunde dessa bilar nå toppfarten 125 km/h. Den tillverkades även i en snabbare version, Adler 2,5 Liter Sport.

## Galleri

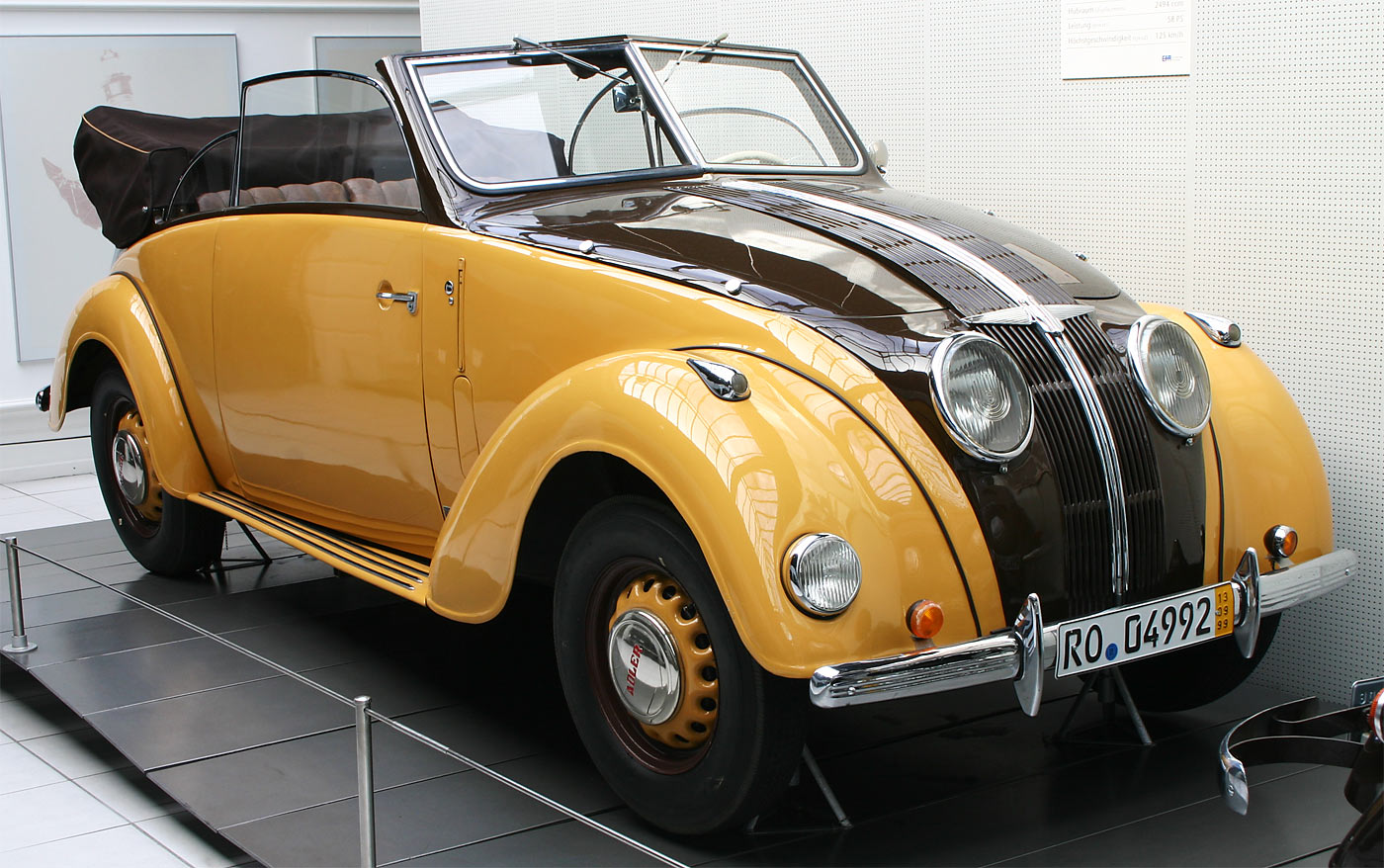
Adler 2,5 Liter Cabriolet